# Пораженчество
«Не говорили ли мы всегда и не говорит ли исторический опыт реакционных войн, что поражения облегчают дело революционного класса?» (Ленин).
Пораже́нчество — политические настроения, соответствующие желанию поражения правительства собственной страны в войне. 
В западной прессе употребляется понятие дефетизма (фр. défaitisme, от défaite — поражение), впервые появившееся во время Первой мировой войны во Франции, как упрёк в систематическом питании малодушия, сознания бессилия и безнадёжности военных действий в собственных рядах. Подобные действия рассматривались правительствами как ведение психологической войны на стороне противника, что приравнивалось к измене и жестоко преследовалось посредством военных трибуналов.

## Первая мировая война
- Луиджи Фаббри (1877—1935)
- Во время Первой мировой войны писатель Генрих Манн призывал к поражению Германской империи с 'либеральными демократиями' как к необходимому условию свержения монархии и установления демократии в Германии.

### Пораженчество и социализм

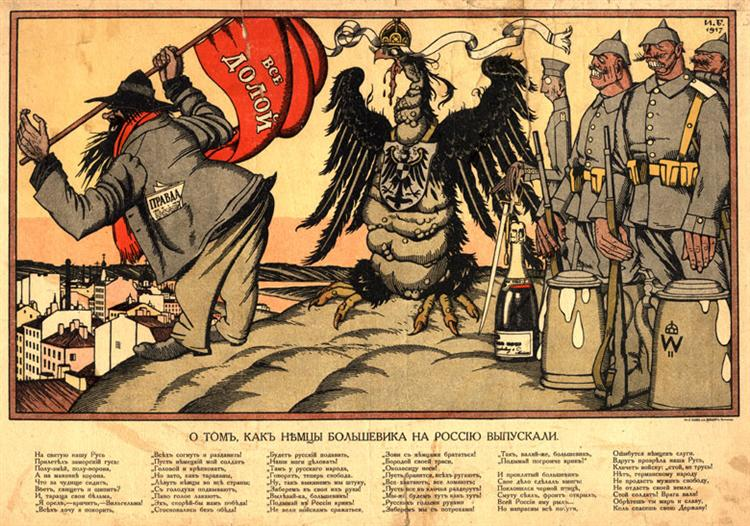
Пропагандистский плакат Ивана Билибина изображает большевиков агентами Германии

В. И. Ленин во время Русско-японской войны призывал к поражению Российской империи в войне, считая японскую буржуазию менее реакционной. Его позиция была выражена в таких статьях, как «Падение Порт-Артура». Во время Первой мировой войны Ленин писал, что необходимо было бы поддержать в изолированной национальной войне обороняющуюся сторону, как если бы война Сербии и Австро-Венгрии не была частью всемирной империалистической войны. Поражение Российской империи в Первой мировой войне как политическую необходимость и способ «превращения войны империалистической в войну гражданскую» и таким образом прорвать всю цепь ведущих войну империалистических государств, так как Россию он считал её наиболее слабым звеном. 
По утверждению профессора В. Шелохаева: «К 1916 году произошло выравнивание российского и германского военных потенциалов. Но проблема заключалась не в количестве снарядов и вооружения в целом, а в том, что солдаты не хотели дальше воевать, армия утратила боевой дух». Большевики закрепили отдельное понятие «революционное пораженчество». На международном уровне лозунг большевиков поддержало левое крыло конференции в Циммервальде. Такие социалисты, как Лев Троцкий, Юлий Мартов и Виктор Чернов (до 1917 г.) выступали как против «оборончества», так и против «пораженчества», считая, что лозунг «поражения» необходимо значит победу противника в межимпериалистической войне; Карл Либкнехт и Роза Люксембург также не считали себя «пораженцами», так как речь шла о победе революционных масс над империалистическим государством, а не поражении «своего» империалиста другому, и выступили против Брестского мира. Сам Ленин перестал использовать слово «пораженчество» после Февральской революции и заявил, что с момента падения монархии перестал быть «пораженцем», но это было связано не со сменой позиции, а лишь с тем, что он вышел за пределы общения с группами политиков, и идеологический маркер потерял значение. Среди большевиков термин «пораженчество» после революции появился только в 1928 году, во время борьбы Григория Зиновьева и Иосифа Сталина с Троцким.
В 1930-е Троцкий, как и Ленин до него, доказывал необходимость в ряде случаев поддерживать прогрессивную сторону, как, например в Гражданской войне в Испании или в возможной войне западных демократий с фашизмом, особенно если на стороне западных демократий выступает СССР, призывая рабочих фашистских стран к саботажу военного аппарата; в случае, если экономически отсталая угнетённая страна (не будучи империалистом) вёдет оборонительную войну с империалистом, Троцкий считал нужным поддерживать первую вне зависимости от её политического режима, как в случаях Японо-китайской или Итало-эфиопской войн. После союза Сталина с Гитлером Троцкий выступил против идеи «войны за демократию» и призвал к мировой революции, но не к поражению СССР, обвинив в «пораженчестве» Сталина.

## Вторая мировая война

### В странах «оси»
Антифашистское «Сопротивление» в странах «оси» вело антигосударственную деятельность с целью поражения блока «оси» и смещения профашистских правительств:
- Болгарское «Сопротивление», возглавляемое Отечественным фронтом под руководством коммунистической партии, основной силой которого были Народно-освободительная повстанческая армия и Боевые группы БКП, вели подпольную антигосударственную, подрывную и партизанскую деятельность в целях свержения профашистского режима и победы СССР при содействии РККА и ГРУ[9]; также руководимое коммунистами «Сопротивление» в Венгрии не создало массового антифашистского движения, известны 10 партизанских отрядов, заброшенных из СССР;
- Движение «Свободный Таиланд», поддерживаемое США, вело партизанскую и подрывную деятельность в интересах США в целях поражения Таиланда как союзника Японской империи и смещения Пибунсонграма; после его смещения движение продолжало вести проамериканскую деятельность до конца войны;
- Помимо участников антифашистского «Сопротивления» в Германии, по обвинениям в «пораженчестве» могли подвергнуться репрессиям подозреваемые инакомыслящие. В течение своей политической карьеры Гитлер закрепил «пораженчество» в качестве ярлыка, и такие генералы, как Альберт Кессельринг, смягчали или искажали подаваемые Гитлеру отчёты, опасаясь быть заподозренными в «пораженчестве»[10]. В последний год войны по обвинению «пораженчестве», выражавшемся в действиях или разговорах, Народная судебная палата выносила смертные приговоры, и имена казнённых вывешивались на особых розовых плакатах[11].
- Во время Второй мировой войны коммунисты предпринимали попытки сформировать «пораженцев» из числа военнопленных стран «оси» для использования их в пропагандистских и военных целях, а затем при установлении новой государственности после войны. Так, в РККА были сформированы 1-я и 2-я румынские дивизии из румынских военнопленных, которые впоследствии вошли в ВС Румынской НР; 1-я участвовала в подавлении антикоммунистической демонстрации в 1945 году, 2-я — в просоветском госперевороте. Из немецких военнопленных и деятелей КПГ был сформирован Национальный комитет «Свободная Германия», позиционировавший себя как политическую силу, но ограниченный советским руководством до пораженческой пропаганды и помощи в психологической войне, в то время как предложения по созданию просоветской армии из немецких военнопленных были отклонены, его деятели впоследствии сыграли роль в становлении ГДР; в контролируемой компартией части Китая был сформирован Союз освобождения японского народа[англ.] из японских военнопленных, основными задачами которого были политическое «перевоспитание» военнопленных на основе идей «новой демократии» Мао и использование их для пораженческой пропаганды и психологической войны и для строительства новой послевоенной японской государственности и, возможно, при возобновлении гражданской войны в Китае[12][13][14].

### Русский коллаборационизм
В белой эмиграции открыто себя называли «пораженцами» крайне правые, вроде организаций «Белая идея» и Всероссийская фашистская партия, некоторые из них приняли участие в коллаборационистских формированиях. Новые «пораженцы» всячески подчёркивали, что белоэмигранты-«оборонцы» выступали «пораженцами» во время Русско-японской войны, в то время как «оборонцами» были они. Эмигранты-«пораженцы» рассматривали «большевизм» как «чужеземное иго», а радикально-антикоммунистические режимы в Германии и Японии казались им наиболее вероятными устроителями освободительного «крестового похода» против СССР. Крайне правые русские коллаборационистские формирования и организации, такие как Русская национальная народная армия вермахта, созданная группой белоэмигрантов, Главное управление казачьих войск П. Н. Краснова и сформированные советскими гражданами Русская освободительная народная армия и Национал-социалистическая трудовая партия России Б. В. Каминского поддерживали нацистскую оккупацию, так считали целью нацистов «освобождение» России от еврейства и «большевизма» и создание на месте СССР новой государственности: например, Краснов заявлял: «эта война не против России, но против коммунистов, жидов и их приспешников, торгующих Русской кровью. Да поможет Господь немецкому оружию и Гитлеру! Пусть совершат они то, что сделали для Пруссии русские и император Александр I в 1813 году». В то же время некоторые из белоэмигрантов-«пораженцев» (Русский национальный союз участников войны, «Белая идея») считали, что война должна привести к массовому антисоветскому восстанию, обострив среди населения национальные чувства и снабдив его оружием; восстание создаст национальную русскую государственность, и таким образом предотвратит возможный раздел России вторгающимися в СССР государствами.
Генерал-лейтенант РККА и русский коллаборационист А. А. Власов и его политическая организация Комитет освобождения народов России, созданная в ноябре 1944 года, призывали к поражению «сталинского правительства» как необходимому условию его свержения и строительства демократического государства, а с января 1945 года он командовал Русской освободительной армией на стороне Третьего Рейха; манифест Власова призывал к заключению «почётного мира» с Третьим Рейхом в результате свержения Сталина власовскими силами, в противном случае говорилось о распространении советской системы на оккупированных СССР территориях насильственными методами. После войны авторитетный в эмиграции меньшевик Б. И. Николаевский, ознакомившись с историей власовского движения, оправдывал его с левых позиций, для чего закреплял за Власовым и его последователями термин «пораженцы».

## Другие исторические примеры
- Французские контрреволюционеры (как внутри Франции, так и эмигранты) в 1789—1815 годах активно поддерживали страны антифранцузской коалиции в борьбе с революционной и наполеоновской Францией.
- Антивоенное движение в США во время Войны во Вьетнаме.
- Организация моджахедов иранского народа во время Ирано-иракской войны.
- Российская оппозиция (с 2022 г.).